# Crescentia linearifolia
Crescentia linearifolia är en katalpaväxtart som beskrevs av John Miers. Crescentia linearifolia ingår i släktet Crescentia och familjen katalpaväxter. Inga underarter finns listade i Catalogue of Life.